# Sonja Kolthoff
Sonja Anne-Marie Kolthoff, född 7 oktober 1923 i Stockholm, död 17 september 1970 i Malmö, var en svensk skådespelare.
Kolthoff medverkade mellan 1956 och 1969 i ett flertal filmer. Debuten skedde 1956 i Bengt Ekerots Sceningång. Hon spelade även på Dramaten i Stockholm mellan 1960 och 1966.
Kolthoff är begravd på Lidingö kyrkogård.

## Filmografi
- 1956 – Sceningång
- 1956 – Moln över Hellesta
- 1956 – 7 vackra flickor
- 1957 – Mamma tar semester
- 1957 – Gårdarna runt sjön
- 1958 – Svinaherden
- 1959 – Brott i paradiset
- 1959 – Bara en kypare
- 1961 – Eurydike
- 1961 – Änglar, finns dom?
- 1962 – Sex roller söka en författare
- 1963 – Lyckodrömmen
- 1965 – Festivitetssalongen
- 1969 – Topaz

## Teater

### Roller
| År   | Roll               | Produktion                            | Regi             | Teater   |
| ---- | ------------------ | ------------------------------------- | ---------------- | -------- |
| 1961 | Andra grannkvinnan | Yerma Federico García Lorca           | Bengt Ekerot     | Dramaten |
| 1963 | Fräcka Molly       | Tiggarens opera John Gay              | Per-Axel Branner | Dramaten |
| 1964 | Andra tjänarinnan  | Tre knivar från Wei Harry Martinson   | Ingmar Bergman   | Dramaten |
| 1964 | Medverkande        | Å vilket härligt krig Charles Chilton | Jackie Söderman  | Dramaten |